# Danakil (groupe)
Pour les articles homonymes, voir Danakil.
Danakil est un groupe de reggae français, originaire de Marly-le-Roi, en région parisienne. Formé en 2000, le groupe porte un message engagé sur une musique métissée oscillant entre reggae et musique du monde. En 2011 le groupe créé le label indépendant Baco Records, devenu aujourd'hui Baco Music qui regroupe des activités de tourneur, éditeur, distributeur et de studio d'enregistrement. 

## Biographie

### Débuts (2000–2008)
Danakil est né en 2000, sur les bancs du lycée « Louis de Broglie » de Marly-le-Roi (Yvelines) où étudient alors une bande de copains, musiciens à leurs heures. Le nom Danakil provient d'un désert en Éthiopie.
Danakil effectue sa première tournée en 2005, à la suite de laquelle le groupe annonce près d'un millier de disques démos vendus. Leur premier album autoproduit, nommé Microclimat, sort le 28 avril 2006 sur le label Essembe Prod.
C'est à travers de nombreux concerts dans les petits bars de l'ouest de la France jusqu'aux grandes salles parisiennes que Danakil élargit son public. Danakil assure des premières parties pour Percubaba, Saïan Supa Crew. La signature avec un nouveau tourneur leur permet d’accéder à de grands festivals en France et d’Europe : le Reggae Sun Ska, Dour festival, Esperanza, SummerJam et de partager la scène avec des groupes de renommée comme les californiens de Groundation.
Danakil sort en 2008 son deuxième album, intitulé Dialogue de Sourds, avec la participation de Mighty Diamonds, General Levy et Jah Mason.

### Reconnaissance et notoriété (2009–2012)

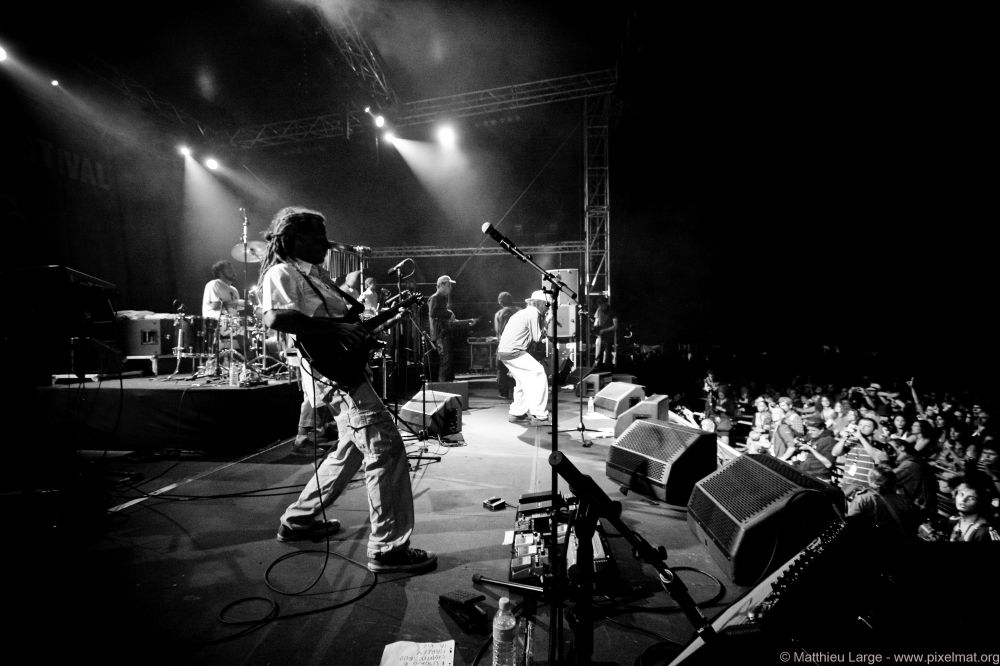
Danakil, au Reggae Sun Ska en 2009.

Début 2009, avec près de 300 concerts à son actif, le groupe reçoit comme distinction le titre de meilleur album reggae français 2008 lors du Web Reggae Awards 2008. Le 3 avril 2009, le groupe sort son premier DVD filmé au Cabaret Sauvage (concert en novembre 2008). À l'occasion de son concert à l'Olympia en 2009, Danakil rend hommage à Édith Piaf avec la reprise du titre Non, je ne regrette rien en version reggae. Pour sa première sortie en Afrique, Danakil se rend à Bamako au Mali en octobre 2010 pour un concert à l'occasion du 80e anniversaire du couronnement d'Hailé Sélassié à l'espace culturel Exodus de Bamako. Désormais, les disques du groupe sont distribués en Belgique, au Luxembourg, en Suisse et au Québec.
Le troisième album sort le 18 février 2011, enregistré entre Paris, Bamako et Kingston, ce choix leur permet de passer par les studios jamaïcains mythiques de Kingston tel que Tuff Gong. Pour la promotion de cet album, le groupe ne souhaite pas user de publicités et préfère faire appel à son public en créant une street team pour que dans chaque ville, un bénévole s'occupe de distribuer des flyers, affiches, etc. De plus, durant la tournée de mars et avril 2011, un exemplaire du nouvel album est offert à chaque spectateur. Balik, chanteur du groupe, déclare qu'il souhaite par cette action, répondre à la problématique du téléchargement illégal afin d'essayer de « redonner le goût de l’objet », et de « ré-inciter les gens à se déplacer aux concerts ».

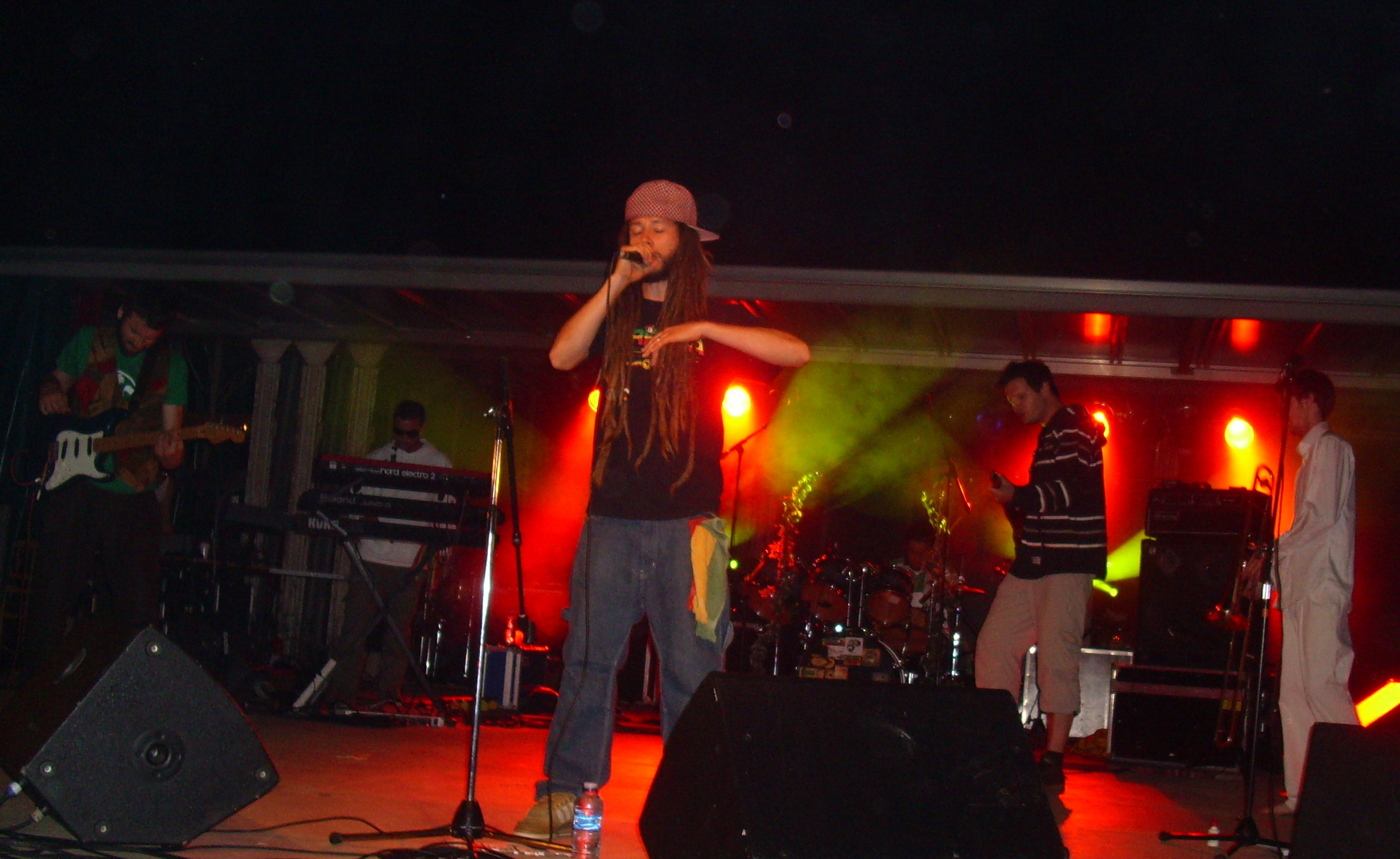
Danakil, lors du festival Verjux Saone System le 13 juin 2009.

En mars 2011, le label Soul Vybz Music édite deux singles de Balik en solo : L'Avenir et Timeline dans des versions différentes de celles parues sur l'album du groupe. Le 18 mars 2011, Danakil donne un concert exceptionnel au Zénith de Paris avec Rootz Underground en première partie et de nombreux invités surprises : Natty Jean, Winston McAnuff et Matthew McAnuff, les chanteurs du groupe Broussaï ainsi que Papa Style & Baldas.
En 2011, le groupe crée le label indépendant Baco Records. Le label prend en charge les sorties des albums de Danakil mais aussi d'autres artistes depuis leur création comme : Groundation, Queen Omega, Johnny Osbourne, Pablo Moses, Protoje, Marcus Gad, Big Red, CLinton Fearon, Omar Perry, Max Romeo...

### Entre les lignesetLa Rue raisonne(depuis 2012)
Le 27 février 2012, le groupe remporte les Victoires du reggae 2012, avec le « Meilleur album reggae français ». Le 1er juin 2012, sort le premier album dub du groupe Echos du Dub qui contient les versions dub des morceaux de l'album Échos du Temps produit par Manjul,. Un nouvel album enregistré en concert (Live on Air à la Cigale) sort le 1er octobre 2012. Le 17 février 2013, le groupe remporte lors des Victoires du Reggae 2013 : le meilleur album dub de l'année (Échos du dub) et le meilleur album live (Live on Air à la Cigale).
Le 24 février 2014, Danakil sort un nouvel album nommé Entre les lignes. C'est l'occasion pour le chanteur sénégalais Natty Jean, d’intégrer de manière définitive le groupe après avoir été invité sur deux morceaux de l'album précédent,.
En 2016, le groupe annonce un nouvel album La Rue raisonne. Le premier single 32 mars est dévoilé en juin 2016 accompagné d'un clip composé d’images tournées lors d'un concert gratuit sur la Place de la République à Paris le 15 mai 2016, lors du mouvement Nuit debout. Cette chanson, est mise en téléchargement gratuit sur le site de leur label Baco Records. Il est aussi possible de l'acheter sur la plateforme iTunes où tous les bénéfices des ventes sont reversés à l'association CADECOL, une caisse collective pour venir en aide aux manifestants arrêtés durant les manifestations de ce mouvement. Ce nouvel album amorce une nouvelle tournée qui débute le 9 septembre 2016 à la Fête de l'Humanité.

## Style musical
Pour l'écriture des textes, Balik puise son inspiration dans les faits d'actualité  et pose un regard critique sur le monde actuel.
On peut citer entre autres comme thématiques les inégalités Nord-Sud, les difficultés de l'Afrique, l'hypocrisie des hommes politiques , les problèmes climatiques, la liberté des peuples et d'une manière plus générale les dérives de la société de consommation,. En plus de ces textes engagés, Danakil aborde aussi des sujets plus légers comme l'amour, le temps qui passe, l'envie de voyager et de découvrir le monde.
Comme influences musicales le groupe cite Mighty Diamonds, Israel Vibration, Third World, Don Carlos, Bob Marley, Peter Tosh, Bunny Wailer, Steel Pulse, Brahim et bien d'autres.

## Membres
- Balik - chant, paroles, compositions
- Natty Jean - chant
- Bozo - saxophone
- Tom-Tom - trompette
- Massive Boris - basse
- Fabulous Fab - guitare
- Titi (le duc) - batterie
- Smart et Tino - claviers
- Manjul - chant, percussions, chœurs

## Discographie

### Single
Non je ne regrette rien (feat U Roy), sorti le 4 juin 2010.

### Clips
- 2008 : Tant qu'il y aura...  (avec Jah Mason)
- 2011 : Non, je ne regrette rien...  (avec U-Roy)
- 2011 : Quitter Paname
- 2012 : Marley
- 2013 : Hypocrites
- 2014 : Le Rêve  (Entre les lignes)
- 2014 : Ne touche pas  (Entre les lignes)
- 2014 : Mali Mali  (Entre les lignes)
- 2015 : L'Or noir  (Entre les lignes)
- 2016 : 32 mars (La Rue raisonne)
- 2016 : Back again (La Rue raisonne)
- 2016 :  Médiatox (La Rue raisonne)
- 2017 : Pars
- 2020 : Oublions (Rien ne se Tait)
- 2020 : Marre (Rien ne se Tait)
- 2021 : Imaginez (Rien ne se Tait)
- 2021 : Monde de fous (Rien ne se Tait)
- 2021 : Ensemble (Rien ne se Tait)
- 2021 : Rendez-nous la Justice (Rien ne se Tait)
- 2021 : La Famille (Rien ne se Tait)

### Apparitions
- 2009 : On est menacé avec Papa Style & Baldas (sur l'album  Aranaque Légal)
- 2009 : Le Cours De L'Histoire avec Broussaï (sur l'album Perspectives)
- 2010 :  Le Devoir Sacré avec Papa Style & Baldas (sur l'album Blasés Du Boulot)
- 2010 : Tempest vibe avec Elisa do Brasil (sur l'album First Stroke)
- 2011 : Bomba Rumba avec General Levy (sur l'album We Progressive)
- 2012 : C'est elle avec Natty Jean (sur l'album Santa Yalla)
- 2012 : Everything Changes avec Soldiers of Jah Army (en téléchargement gratuit[33])
- 2012 : Gardien du temple avec Daddy Nuttea (sur l'album Mister Reggae Music)[34]
- 2014 : À la longue avec Taïro (sur l'album Street Tape Vol. 4)
- 2016 : Égalité & Justice avec Patko
- 2017 : Mic Session #2 - Family avec Jahneration (sur l'album Mic Sessions)
- 2019 : Nourrissons nos cerveaux avec Sinsemilia et Guizmo (Tryo)
- 2020 : Pyromaniac avec BI.BA
- 2022 : Enfants du Monde avec Yaniss Odua (sur l'album Stay High)
- 2022 : Nos Héros avec Dub Incorporation
- 2022 : Good Vibes avec Omar Perry et Yaniss Odua (sur l'album Life)

## Distinction
- Web Awards Reggae 2008 : Meilleur album reggae français.
- Victoires du reggae 2012 : Meilleur album reggae français.
- Victoires du reggae 2013 : Meilleur album dub de l'année et meilleur album live de l'année.

## Galerie photos

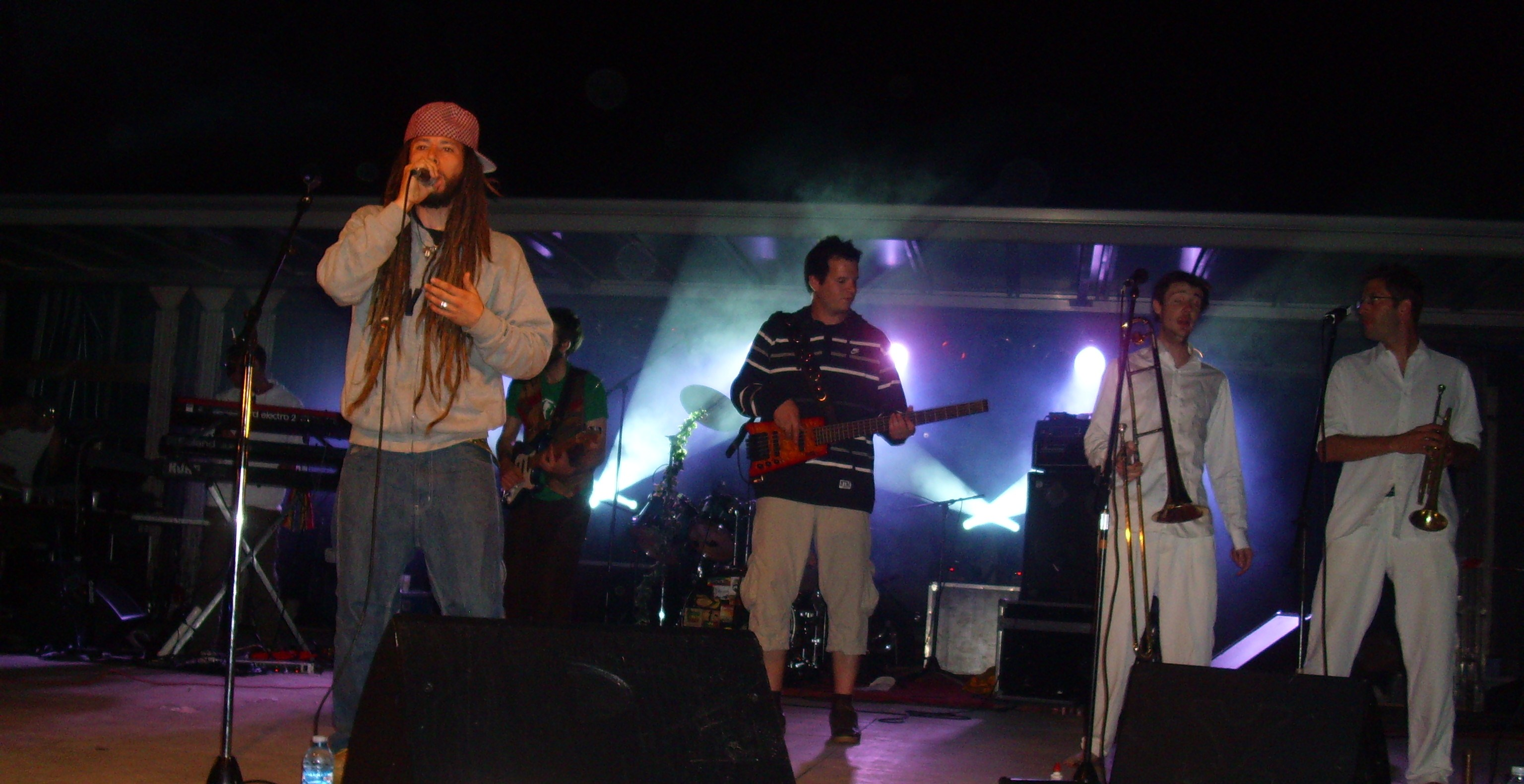
Danakil lors du festival Verjux Saone System, le 13 juin 2009.
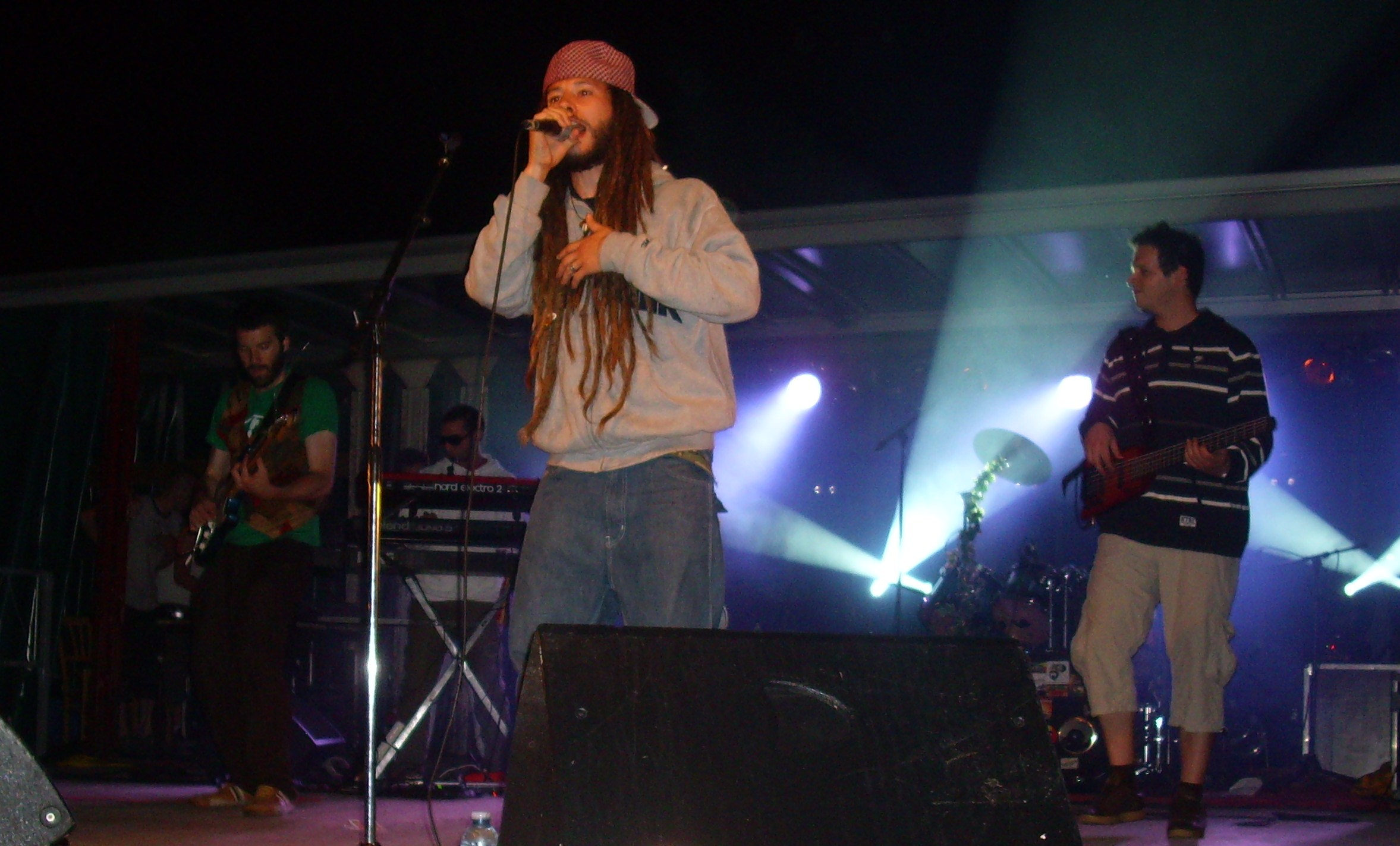
Danakil lors du festival Verjux Saone System, le 13 juin 2009.
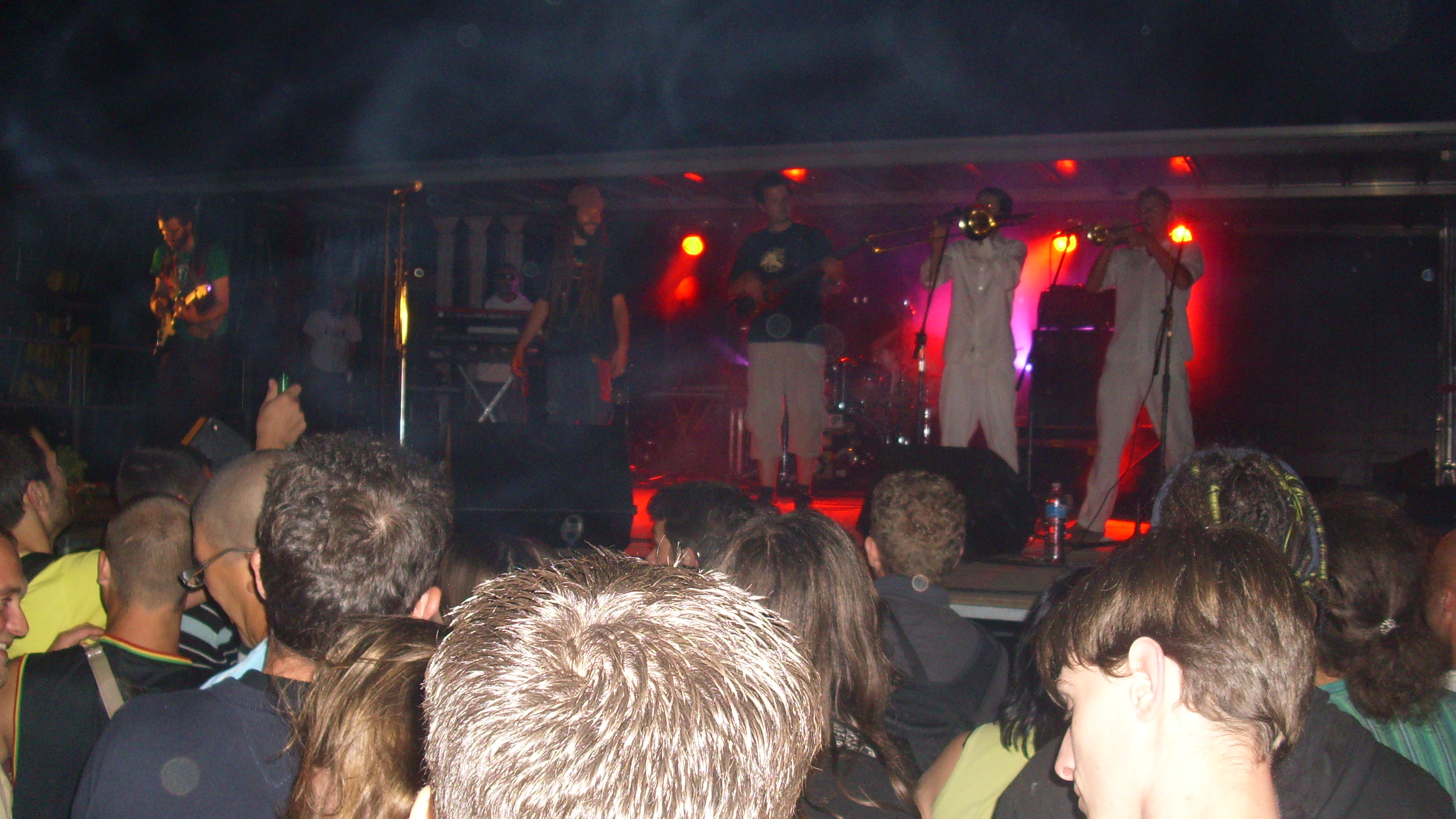
Danakil lors du festival Verjux Saone System, le 13 juin 2009.